# Cecil Robert Bull
Pour les articles homonymes, voir Bull.
Cecil Robert Bull (25 octobre 1890-15 juin 1978) est un homme politique canadien de la Colombie-Britannique. Il est député provincial libéral de South Okanagan de 1937 à 1941,.